# Witali Michailowitsch Abalakow

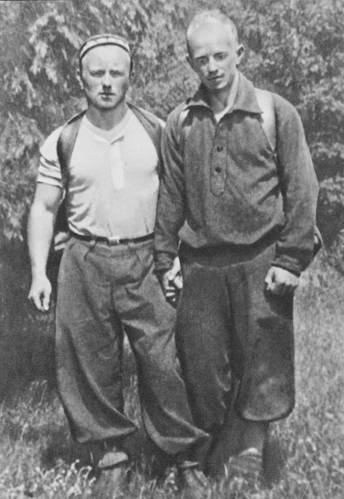
Die beiden Brüder Jewgeni und Witali Abalakow

Witali Michailowitsch Abalakow (russisch Виталий Михайлович Абалаков; geb. 31. Dezember 1905jul. / 13. Januar 1906greg. in Krasnojarsk; gest. 26. Mai 1986 in Moskau) war ein sowjetischer Bergsteiger und Konstrukteur. Er erfand etwa 100 Geräte zur objektiven Bewertung von Trainingsabläufen eines Sportlers. Zu seinen Erfindungen zählt auch die Eissanduhr, ein von Alpinisten verwendetes Verfahren zur Herstellung eines Fixpunkts im Eis. 1934 führte er die Expedition der ersten sowjetischen Besteigung des 7134 Meter hohen Pik Lenin im Pamirgebirge an, den er insgesamt dreimal erklomm. Im Rahmen einer Expedition gelang ihm auch die Erstbesteigung des Dschengisch Tschokusu. Das von Abalakow angeführte Team des Moskauer Amateursportvereins „Spartak“ wurde 12-mal sowjetischer Meister im Bergsteigen.

## Auszeichnungen
- Verdienter Meister des Bergsteigens (1934)
- Verdienter Meister des Sports der UdSSR (1943)
- Leninorden (1957)
- Verdienter Trainer der UdSSR (1961)
- Zeichen der Ehre (1972)
- Ehrenzeichen für Körperkultur und Sport der UdSSR (1976)
- Ehrenbürger von Krasnojarsk

## Werke
- Die Grundlagen des Alpinismus. Ein Leitfaden des Bergsteigens. VEB Bibliographisches Institut, Leipzig 1952.